# مينا بوبوفيتش
مينا بوبوفيتش (مواليد 16 سبتمبر 1994) هي لاعبة كرة طائرة صربية تلعب في نادي فنربخشة.